# Cobalt(II) perhenat
Coban(II) perhenat là một hợp chất vô cơ, một loại muối của coban và axit perhenic với công thức Co(ReO4)2, tinh thể màu chàm khi khan, nó hòa tan trong nước, tạo thành tinh thể màu hồng đậm của tetrahydrat Co(ReO4)2·4H2O. Các coban(II) perhenat (khan và ngậm nước) đều có khả năng hòa tan rất cao trong nước.

## Điều chế
Phản ứng giữa coban(II) cacbonat và axit perhenic sẽ tạo ra muối:
{\displaystyle {\mathsf {CoCO_{3}+2HReO_{4}\ {\xrightarrow {}}\ Co(ReO_{4})_{2}+CO_{2}\uparrow +H_{2}O}}}
Cũng có thể dùng hợp chất chứa Co(II) bất kì để điều chế hợp chất.

## Tính chất vật lý
Coban(II) perhenat tạo thành tinh thể màu chàm, hệ tinh thể trực thoi, các hằng số a = 1,041 nm, b = 0,5722 nm, c = 0,3068 nm, Z = 1.
Nó hòa tan trong nước ở mức độ rất cao.
Nó tạo thành tinh thể ngậm nước Co(ReO4)2·nH2O, trong đó n = 3, 4 và 5:
- Co(ReO4)2·5H2O – tinh thể màu hồng đậm.
- Co(ReO4)2·4H2O – thuộc hệ tinh thể ba nghiêng, nhóm P1, hằng số a = 0,6544 nm, b = 0,6879 nm, c = 0,7276 nm, α = 64,61°, β = 70,52°, γ = 71,76°[2].

Với amonia muối tạo thành tetramin Co(ReO4)2·4NH3 – tinh thể màu tím sáng.
Nhiệt độ Curie của hợp chất là 4,7 K.